# Pakt (Band)
Pakt waren eine deutsche Musikgruppe, die 2011 von zwei ehemaligen Mitgliedern von And One gegründet wurde.

## Geschichte
Chris Ruiz und Gio van Oli waren bis 2011 Keyboarder der deutschen Synthie-Pop-Band And One. Anfang Juni 2011, kurz vor Beginn der gemeinsamen Tour mit Unheilig, gaben Chris und Gio bekannt, die Band wegen Meinungsverschiedenheiten zu verlassen und kündigten ihr neues Projekt, Pakt, an. Die frisch gegründete Band wurde Ende desselben Monats vom Szenelabel Ouf of Line unter Vertrag genommen. Bereits sechs Wochen später traten Pakt als Opener auf dem M’era Luna Festival auf. Dies war insofern ungewöhnlich, da zu diesem Zeitpunkt Pakt noch keine Veröffentlichungen vorweisen konnten, die Veranstalter des Festivals die Band also offenbar blind gebucht hatten.
Steve Naghavi von And One kritisierte daraufhin in einem offenen Brief die Band und ihr Management, sich mit dem Prädikat „die Jungs von And One“ zu schmücken.
Zeitgleich mit ihrem ersten Auftritt erschien die Single Freiheit, am 27. April 2012 folgte das Debütalbum Berlin. Bereits im Vorfeld der Veröffentlichung startete eine erste Tour, in deren Rahmen die Band in 2012 unter anderem auf dem Blackfield Festival und Pluswelt Festival sowie in Russland gastierte.
Im Februar 2013 gaben Pakt bekannt, dass die Zusammenarbeit mit Out of Line beendet sei.
Nach einigen Shows in Spanien im Frühjahr 2015 folgten keine weiteren Veröffentlichungen, Konzerte oder Statements der Band mehr. Die offizielle Website wurde Ende 2016 abgeschaltet.

## Rezeption
Aufgrund der öffentlichkeitswirksamen Trennung von And One und der Selbstpromotion mit dem Slogan „Wir sind EBM!“ wurde das erste Album Berlin von Fans und Fachpresse mit Interesse erwartet. Dem gegenüber standen im Anschluss jedoch eher mittelmäßige Kritiken, in denen vor allem der eher schwache Gesang wie auch eine starke stilistische Anlehnung an And One kritisiert wurde.

„Nein, das ist in jeglicher Hinsicht kein PAKT, der sich hier authentisch und musikalisch stark präsentiert und so entpuppt sich ‚Berlin‘ nach dem ganzen Tamtam der vergangenen Zeit eher nur als äußerst laues Lüftchen.“

„Das Debüt von Pakt ist zwar ein wenig inhomogen, doch genau so ist auch die Stadt Berlin – was letztlich ja auch ihren ganz besonderen Charme ausmacht.“

„Die beiden Abtrünnigen beweisen mit ‚Berlin’, dass sie in den letzten Jahren auf And One Konzerten keineswegs nur als Dekoration mit auf der Bühne standen und dass sie in der Lage sind auch eigene Tracks zu komponieren. Einzelne davon, wie das erwähnte ‚Burn Home Burn’, sind auch richtig gut, man hat jedoch den faden Beigeschmack von Füllmaterial und so outet sich ‚Berlin’ nach dem anfänglich neugierig machenden Charakter als ein großer Testballon, an dem Pakt sich ihre Richtung aufgrund der Reaktionen für Longplayer 2 zurechtzulegen scheinen. Kein Blitzstart, sondern Mittelfeld mit Potenzial ...“

## Diskografie

### Alben
- 2012: Berlin (Out Of Line)

### Singles
- 2012: Freiheit (Out Of Line)